# سباستین روسلر
سباستین روسلر (انگلیسی: Sébastien Rosseler؛ زادهٔ ۱۵ ژوئیهٔ ۱۹۸۱) دوچرخه‌سوار اهل بلژیک است.